# Roddens
Roddens ist eine Bauerschaft in der Gemeinde Butjadingen im Landkreis Wesermarsch.

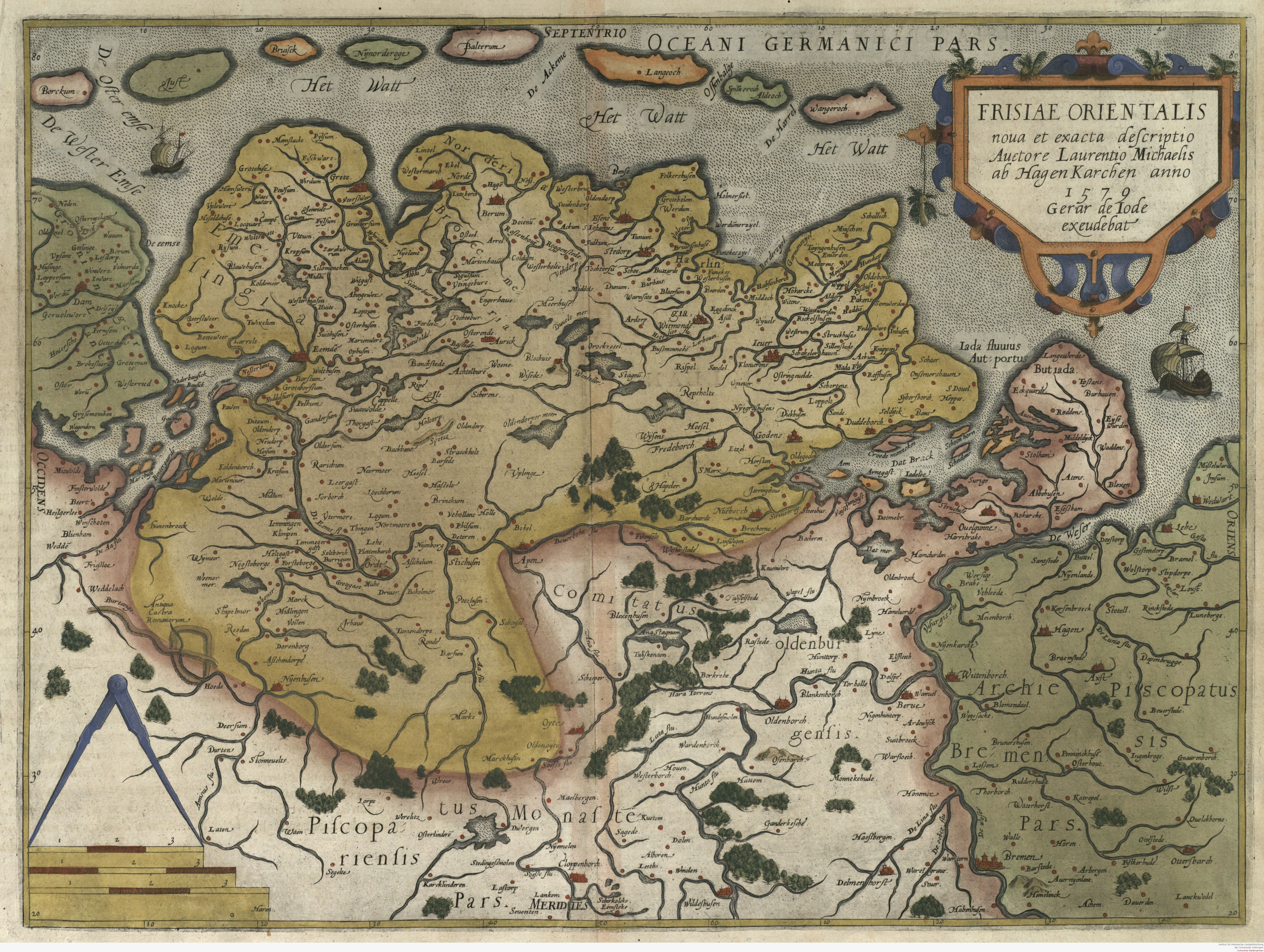
Landschaft um Roddens, circa 1579

Roddens liegt östlich der Ortschaft Eckwarden und gehörte früher zur Gemeinde Langwarden, die 1974 in der Gemeinde Butjadingen aufging.

## Burg
Im Nordwestbereich einer Hofwurt sind die Reste einer kleinen Motte zu erkennen. Die Höhe des Turmhügels beträgt noch ca. 2 m über dem umgebenden Gelände. Im Westen ist der Rest eines ehemaligen Grabens erhalten.

## Johanniterkommende
In Roddens befand sich ein Johannitergut, das erstmals 1420 im Stader Kopiar, einem Bremer Archidiakonatsregister, als Rodenste erwähnt wird. Das Ordensgut entstand wohl im 14. Jahrhundert, als die Johanniterkommende Langewische westlich von Stollhamm infolge von Sturmfluten aufgegeben werden musste. Das von den Johannitern in Roddens errichtete Steinhaus mit Kapelle ist auf einer Karte im Vorwerksatlas des oldenburgischen Landmessers und Kartografen Johann Conrad Musculus um 1648/49 abgebildet. Die Johanniterkommende wurde in der Reformationszeit 1531 vom Landesherrn Graf Anton I. von Oldenburg eingezogen. In östlicher Nachbarschaft in Inte befand sich eine weitere Kommende des Johanniterordens.

## Verkehr
Roddens liegt an der niedersächsischen Landesstraße L 859 (Stollhamm – Iffens – Roddens – Eckwarden – Tossens – Ruhwarden – Langwarden – Niens).